# ساوة

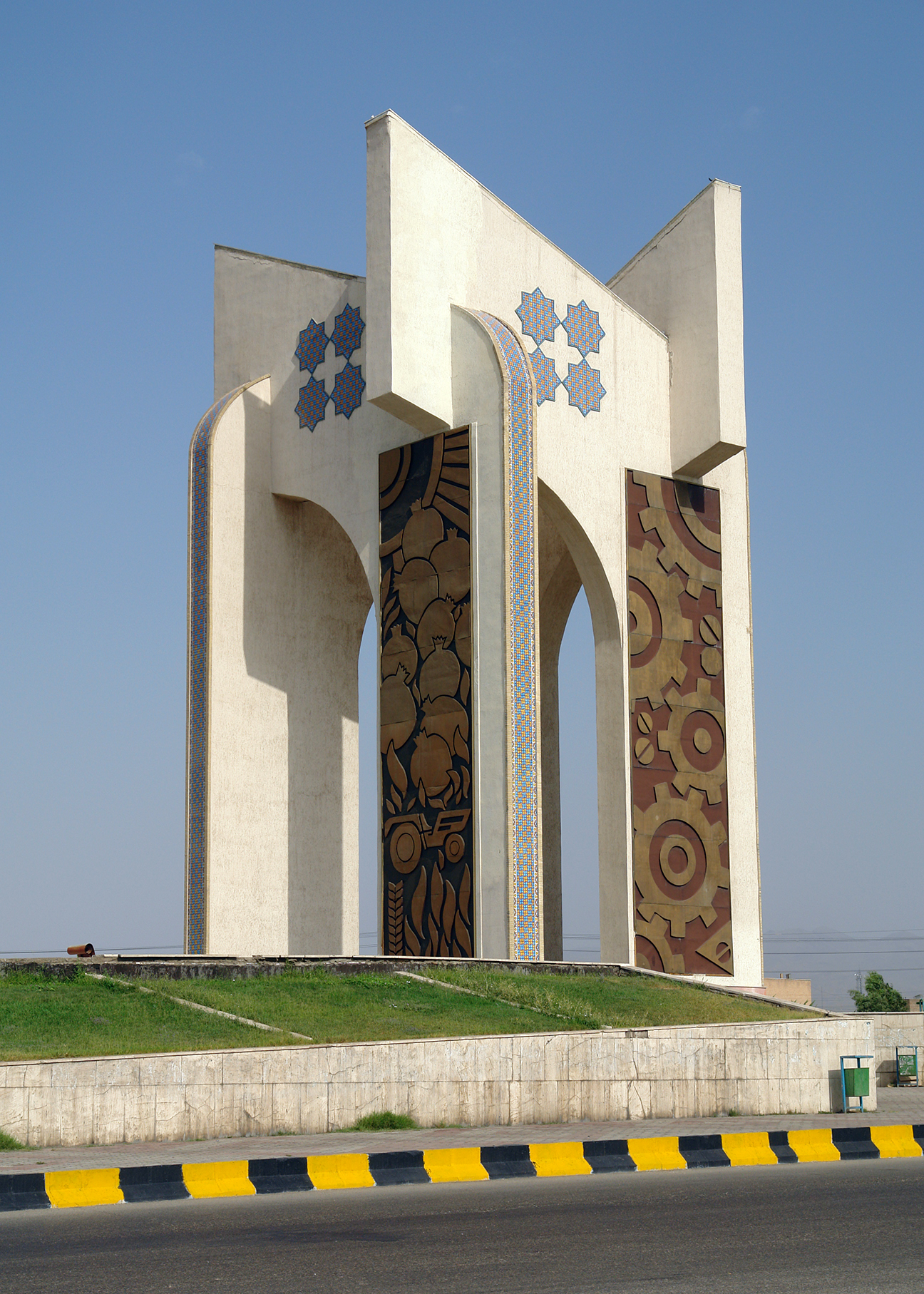
ميدان سرداران في ساوة

ساوة هي مدينة إيرانية تقع في محافظة مركزي. بلغ عدد سكانها 179,009 حسب احصاء عام 2006 م.

## المناخ
يظهر الجدول التالي التغييرات المناخية على مدار السنة لساوة:
| البيانات المناخية لـساوة                  | البيانات المناخية لـساوة | البيانات المناخية لـساوة | البيانات المناخية لـساوة | البيانات المناخية لـساوة | البيانات المناخية لـساوة | البيانات المناخية لـساوة | البيانات المناخية لـساوة | البيانات المناخية لـساوة | البيانات المناخية لـساوة | البيانات المناخية لـساوة | البيانات المناخية لـساوة | البيانات المناخية لـساوة | البيانات المناخية لـساوة |
| الشهر                                     | يناير                    | فبراير                   | مارس                     | أبريل                    | مايو                     | يونيو                    | يوليو                    | أغسطس                    | سبتمبر                   | أكتوبر                   | نوفمبر                   | ديسمبر                   | المعدل السنوي            |
| ----------------------------------------- | ------------------------ | ------------------------ | ------------------------ | ------------------------ | ------------------------ | ------------------------ | ------------------------ | ------------------------ | ------------------------ | ------------------------ | ------------------------ | ------------------------ | ------------------------ |
| متوسط درجة الحرارة الكبرى °م (°ف)         | 7.6 (45.7)               | 10.1 (50.2)              | 16.2 (61.2)              | 22 (72)                  | 29 (84)                  | 34.5 (94.1)              | 37.4 (99.3)              | 36.8 (98.2)              | 32 (90)                  | 26 (79)                  | 17.7 (63.9)              | 12.2 (54.0)              | 23.5 (74.3)              |
| المتوسط اليومي °م (°ف)                    | 2.4 (36.3)               | 4.5 (40.1)               | 10.2 (50.4)              | 15.4 (59.7)              | 21.2 (70.2)              | 26.2 (79.2)              | 29.2 (84.6)              | 28.5 (83.3)              | 23.7 (74.7)              | 18.8 (65.8)              | 11.6 (52.9)              | 6.9 (44.4)               | 16.6 (61.8)              |
| متوسط درجة الحرارة الصغرى °م (°ف)         | −2.7 (27.1)              | −1 (30)                  | 4.3 (39.7)               | 8.8 (47.8)               | 13.5 (56.3)              | 18 (64)                  | 21.1 (70.0)              | 20.3 (68.5)              | 15.4 (59.7)              | 11.6 (52.9)              | 5.6 (42.1)               | 1.6 (34.9)               | 9.7 (49.4)               |
| الهطول مم (إنش)                           | 37 (1.5)                 | 26 (1.0)                 | 34 (1.3)                 | 30 (1.2)                 | 16 (0.6)                 | 4 (0.2)                  | 1 (0.0)                  | 1 (0.0)                  | 3 (0.1)                  | 13 (0.5)                 | 28 (1.1)                 | 30 (1.2)                 | 223 (8.7)                |
| المصدر: Climate-Data.org, altitude: 1002m |                          |                          |                          |                          |                          |                          |                          |                          |                          |                          |                          |                          |                          |

## أعلام
- حسين شمس
- سلمان الساوجي
- فرهاد خير خواه
- الحسين بن روح
- يوسف عادل شاه